# All you can eat

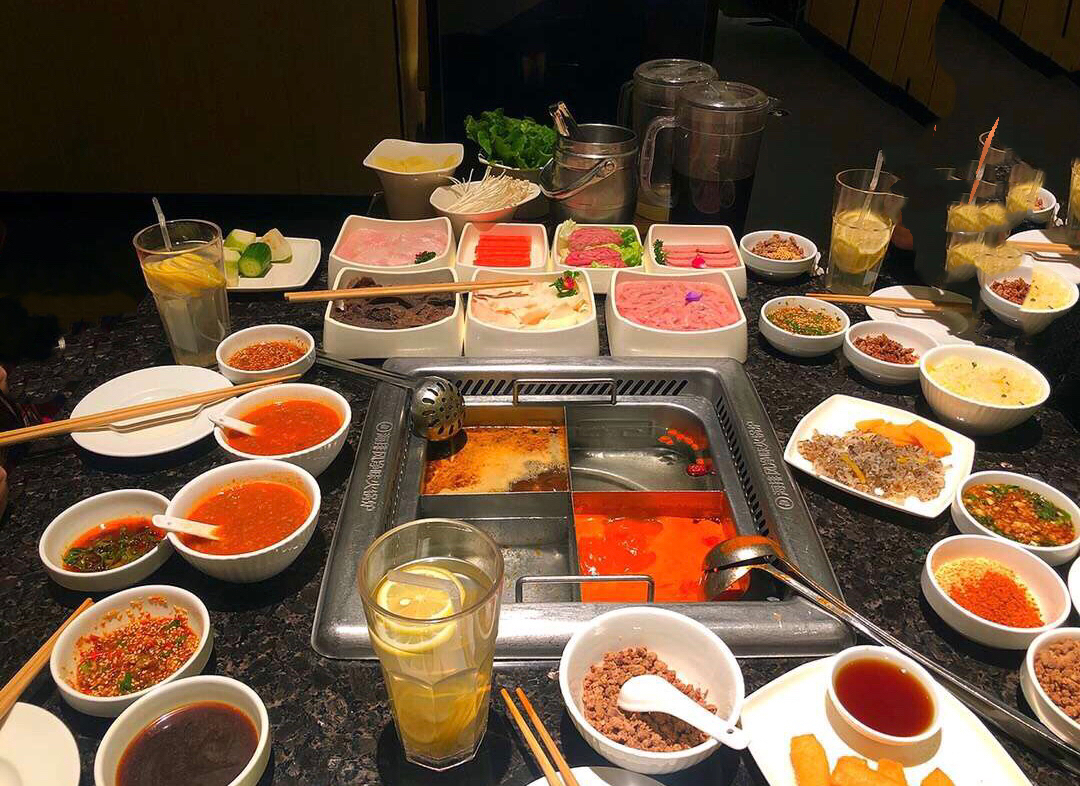
Un buffet all you can eat

L'all you can eat, anche riportato con la grafia all-you-can-eat (AYCE), è una modalità di servizio che consente di mangiare delle quantità di cibo a piacere pagando una tariffa fissa.

## Descrizione
Esistono almeno due modalità di servizio all you can eat. Nel caso dei ristoranti, il cibo viene ordinato e portato in tavola da camerieri, nel caso dei buffet viene invece selezionato a piacere dal consumatore. Nel mondo esistono diverse tipologie di all you can eat specializzati e/o ispirati alle cucine tipiche di vari paesi di tutto il mondo. Quando tale formula viene applicata agli alcolici essa prende il nome di all you can drink o bottomless.

## Storia
Sebbene, secondo un'opinione diffusa, siano gli Stati Uniti sud-occidentali il luogo di nascita del moderno modo di intendere l'"all you can eat", esso ha antichi antecedenti che corrispondono ai banchetti dell'antica Roma, delle popolazioni celte e quelli Svezia del sedicesimo secolo. In quest'ultimo paese, sono tipicissimi, dalla fine dell'Ottocento, gli smörgåsbord e i brännvinsbord, ovvero dei buffet di antipasti tipici caldi e freddi. La pratica degli smörgåsbord si diffuse negli Stati Uniti grazie a due eventi chiave. Nel 1912, infatti, durante le Olimpiadi di Stoccolma (1912), i ristoranti locali servirono alimenti ai turisti secondo l'usanza del banchetto svedese. L'altro fattore che contribuì alla loro fama Oltreoceano fu quando, nel 1939, venne imbandito il cibo ai visitatori secondo il modello dello smörgåsbord presso il padiglione svedese dell'Esposizione mondiale di New York. Nel mentre, sempre negli Stati Uniti, le difficoltà economiche causate dalla grande depressione (1929-1939) avevano portato a sensibili cambiamenti nelle abitudini alimentari che si tradussero in pasti-buffet casalinghi a buon mercato.
Nonostante questi antecedenti, l'all you can eat odierno risulta inventato da Herbert Cobb McDonald, un manager della pubblicità e dell'intrattenimento di Las Vegas che, nel 1946, ispirandosi al modello di buffet svedese, aprì  il Buckaroo Buffet, considerato il primo vero e proprio locale che offriva tale servizio. 
Uno studio del 2011 dimostra che la quantità effettiva di cibo consumato in un locale all you can eat aumenta con il prezzo addebitato per il buffet.
Durante la Pandemia di COVID-19, si è assistito alla chiusura di molti locali all you can eat.